# Idiurus
Idiurus là một chi động vật có vú trong họ Anomaluridae, bộ Gặm nhấm. Chi này được Matschie miêu tả năm 1894. Loài điển hình của chi này là Idiurus zenkeri Matschie, 1894

## Hình ảnh

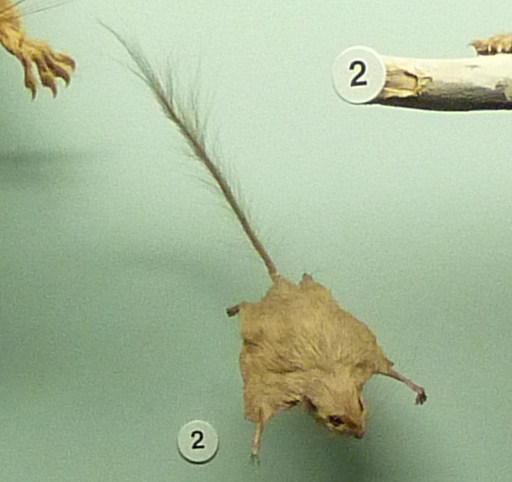

## Các loài
Chi này gồm các loài:
- Idiurus macrotis
- Idiurus zenkeri